# Улицы Актобе
Улицы Актобе
Улицы Актобе (каз. Ақтөбе көшелері) — городская инфраструктура, обеспечивающая пешеходное и транспортное движение, а также проживание и обслуживание населения города Актобе.
Актобе был основан в 1869 году как укрепление на левом берегу реки Илек. Первыми улицами молодого поселения стали Гарнизонная (ныне ул. Жанша Досмухамед-улы), Крепостная, Оренбургская (ныне ул. Айтеке-би), Илецкая (ныне ул. Жанкожа батыра) и Георгиевская. По данным на 2013 год в городе насчитывалось 626 улиц, в том числе 7 проспектов и несколько десятков переулков, которые расположены на территории города и близлежащих посёлков.
Длина автомобильных дорог, пролегающих по улицам Актобе, составляет 621 км, из них 266,4 км имеют асфальтобетонное покрытие. 59,3 % автодорог (369,9 км) находятся в удовлетворительном состоянии, 40,4 % (251,1 км) в неудовлетворительном (2016). Тротуары в центральных частях города имеют покрытие из асфальта или тротуарной плитки. Автомобильные дороги и тротуары на окраинных улицах Актобе лишены какого-нибудь покрытия и во время проливных дождей и таяния снега в весенний период передвижение по ним сопряжено с трудностями, особенно для пешеходов.
Зимой и летом уход за улицами города осуществляют 14 специальных предприятий с охватом площади более 3,4 млн м² (всего 200 улиц). В этих предприятиях работают более 400 человек, используется 240 единиц спецтехники.
Многие улицы Актобе, появившиеся во времена Российской империи или в советский период, получили новые названия (см. Переименованные улицы Актобе) после распада СССР. В 1990—2005 годах новые названия получили около полусотни улиц. В 2005—2010 годах переименованию подверглись около двух сотен улиц. В 2003—2005 годах, а также начиная с ноября 2010 года в городе действовал мораторий на переименование улиц. По данным на 2018 год, 91 % улиц города даны названия на казахском языке.
Таблички нового образца, которыми с 2016 года начали заменять старые указатели, помимо названия улицы на казахском языке (дублирование названия на русском или каком-либо другом языке не предусмотрено), также содержат: новые почтовые индексы (уникальные для каждого строения), QR-код и ссылку на сайт. Самостоятельно набрав адрес сайта в браузере или отсканировав QR-код с помощью приложения, можно попасть на специальную веб-страницу и узнать контактные данные обслуживающих организаций, оплатить коммунальные услуги и штрафы, разместить объявление и отправить электронное обращение в акимат.

## Список
Список основан на неофициальных общедоступных данных из картографических сервисов (Google Maps, Яндекс.Карты, OpenStreetMap и 2ГИС) и, скорее всего, не является полным и точным.
| # А Б В Г Д Е Ж З И К Л М Н О П Р С Т У Ф Х Ц Ч Ш Ы Э Ю Я |

### #
- 101-й стрелковой бригады ул.
- 30 лет Казахстана ул.
- 312-й стрелковой дивизии ул.
- 40 лет Победы ул. (Жанаконыс)
- 8 марта ул.

### А
- Абая пр.
- Абая ул.
- Абая ул. (Жанаконыс)
- Абилкайыр-хана пр.
- Абубакра Кердери ул. (бывш. Красногорская)
- Авиационная ул.
- Автотранспортный пер.
- Адеп ул. (Ясное)
- Адырна ул. (Заречный-2)
- Аз-Наурыз ул.
- Айбергенова Толегена ул.
- Айбын ул. (пос. Кирпичный)
- Айвазовского ул.
- Айман — Шолпан ул. (Заречный-3)
- Айманова Шакена ул. (бывш. ул. Чапаева)
- Аймаутова Жусипбека ул.
- Айтеке би ул.
- Айыртау ул. (Заречный-1)
- Акай-улы ул. (Юго-Запад-1)
- Акбесик ул. (Заречный-3)
- Акбилек ул. (Юго-Запад-2)
- Акжол ул. (Заречный-3)
- Акжелен ул. (Заречный-3)
- Акимжанова Алтынбека ул.
- Ак-отау ул. (Заречный-2)
- Акан-сери ул. (Ясное)
- Акбулак ул. (Заречный-2)
- Аккайын ул. (Магаджан)
- Аксенгир ул. (Рауан)
- Аксуат ул.
- Актасты ул. (Акжар-2)
- Актогай ул. (Заречный-2)
- Актюбинская ул.
- Акшам ул. (Рауан)
- Алабяна ул.
- Аламан ул. (пос. Кирпичный)
- Алаш ул.
- Алгинская ул.
- Алдиярова Толеуа ул.
- Алмазный пер.
- Алмас-кылыш ул.
- Алмат-самырата ул. (Заречный-2)
- Алматинская ул.
- Алматинская ул. (Жанаконыс)
- Алпамыс-батыр ул.
- Алтай ул. (Ясное)
- Алтай батыра ул.
- Алтыбакан ул. (Жас-Канат)
- Алтын ул. (Заречный-1)
- Алтын-адам ул. (Акжар-2)
- Алтын-айдар ул. (Юго-Запад-2)
- Алтын-гасыр ул. (пос. Кирпичный)
- Алтын-дан ул. (Магаджан)
- Алтын-сака ул. (Акжар-2)
- Алтынемел ул. (бывш. ул. Земледельческая)
- Алтынсарина Ибрая ул.
- Аль-Фараби ул.
- Амангосова Султана ул. (Авиатор)
- Арай ул. (бывш. ул. Щорса)
- Ардагер ул. (Жанаконыс)
- Арматурный пер.
- Арынова Мухтара ул.
- Арыс ул. (Заречный-3)
- Арыстан-батыра ул. (Юго-Запад-1)
- Архитектурная ул. (Заречный-1)
- Асар ул. (Заречный-3)
- Асау Барака ул.
- Астана ул.
- Асыл-мура ул. (Жас-Канат)
- Асыл-тас ул.
- Атаконыс ул. (Ясное)
- Атамекен ул. (пос. Кирпичный)
- Атамура ул.
- Атбеги ул. (пос. Кирпичный)
- Атырау ул. (бывш. ул. Краснощёкова)
- Ауэзова Мухтара ул. (бывш. ул. Пугачёва)
- Ауэзова Мухтара ул. (Жанаконыс)
- Ахтанова Тахави ул.

### Б
- Баганалы ул. (Сая)
- Базар-жырау ул. (Жанаконыс)
- Базарлы ул. (Заречный-3)
- Баишева Сактагана ул.
- Байганина Нурпеиса ул.
- Байге ул. (Юго-Запад-2)
- Байсеитова ул.
- Байтерек ул. (Авиатор)
- Байтерек ул. (Заречный-3)
- Байтурсунова Ахмета ул.
- Бакинский пер.
- Бакыт ул. (Авиатор)
- Бактыбай-батыра ул.
- Балбулак ул. (Заречный-2)
- Балбырауын ул.
- Балдаурен ул.
- Балуан Шолака ул.
- Баршын ул. (Сая)
- Баумана ул.
- Бахадур ул. (Заречный-4)
- Бейбарс-султана ул. (Акжар-2)
- Бейбитшилик пр.
- Бейбитшилик ул. (Рауан)
- Белогорская ул.
- Береговая ул.
- Береговой пер.
- Берекет ул.
- Берен ул. (Заречный-1)
- Беркимбаева ул.
- Берсиева Чиганака ул. (бывш. ул. Интернациональная)
- Берчогурская ул.
- Бес-кайнар ул.
- Бесшатыр ул. (Акжар-2)
- Бидайык ул. (Ясное)
- Биекенова Абидуллы ул. (Заречный-3)
- Билге-каган ул. (бывш. ул. Патоличева)
- Билтабанова ул.
- Биржан-сал ул.
- Бисенова Толеуа ул. (Заречный-4)
- Бозинген ул. (Жас-Канат)
- Бойтумар ул. (Заречный-3)
- Бокенбаева ул. (Заречный-1)
- Бокенбай-батыра ул.
- Больничный пер. (Жанаконыс)
- Братьев Жубановых ул.
- Букеевой Мадины ул. (Юго-Запад-1)
- Булакты ул. (пос. Кирпичный)
- Букейханова Алихана ул. (бывш. ул. Левона Мирзояна)
- Бурабай ул. (бывш. ул. Кобозева)
- Булкышева Баубека ул. (Жанаконыс; бывш. ул. Ленина)

### В
- Вавилова ул.
- Вагонная ул.
- Ватутина ул.
- Весенняя ул.
- Весёлый пер.
- Водная ул. (Заречный-1)
- Военный городок ул.
- Воинов-интернационалистов ул. (Заречный-1)
- Вокзальная ул.
- Восточная ул. (Заречный-2)

### Г
- Гагарина ул.
- Гарышкер ул. (Авиатор)
- Гастелло ул.
- Генеральская ул.
- Герцена ул.
- Глинки ул.
- Гоголя ул.
- Горный пер.
- Гришина ул.
- Гулстан ул. (пос. Кирпичный)
- Гульдер ул. (Авиатор)
- Гуцало ул. (Заречный-1)

### Д
- Дальний пер.
- Дарабоз ул. (Заречный-3)
- Дарын ул. (Сазды)
- Дастан ул. (Заречный-2)
- Дастур ул. (Жанаконыс)
- Даулет ул. (Жанаконыс)
- Дауылпаз ул. (Юго-Запад-1)
- Дачная ул. (Заречный-2)
- Деркаченко ул. (Юго-Запад-1)
- Детский пер.
- Джангильдина Алиби ул.
- Диканды ул. (Ясное)
- Дмитрова ул.
- Домбыралы ул. (Ясное)
- Дорожный пер.
- Досжан-хазрета ул. (Юго-Запад-1)
- Досжановой Аккагаз ул.
- Досмухамед-улы Жанши ул. (бывш. ул. Гарнизонная)
- Дубинина ул.
- Дулатова Миржакипа ул.
- Дулыга ул. (Сая)

### Е
- Егинди ул. (Жанаконыс)
- Егиндибулак ул. (Акжар-2)
- Едиге-батыр ул. (бывш. ул. Зинченко)
- Енлик-Кебек ул. (Акжар-2)
- Ер-Косай ул. (Ясное)
- Ер-Таргын ул. (Заречный-3)
- Ер-Тостик ул. (Жанаконыс)
- Ергалиева Хамита ул. (Жанаконыс; бывш. ул. Больничная)
- Ерназарова ул.
- Ертеги ул. (Жас-Канат)
- Есет батыра ул.
- Ескендирова Ахмета ул. (Заречный-2)
- Ешбаева ул. (Заречный-1)

### Ж
- Жадигер ул. (Юго-Запад-2)
- Жазыкова ул.
- Жайдарман ул. (Заречный-3)
- Жайлау ул. (Сая)
- Жайсан ул. (Сая)
- Жайык ул. (пос. Кирпичный)
- Жалын ул. (Ясное)
- Жаманкулова С. ул.
- Жамбыла ул.
- Жана-гасыр ул. (Акжар-2)
- Жанашыл ул. (Рауан)
- Жанзакова А. ул.
- Жанибек-хана ул. (бывш. ул. Жуковского)
- Жанибекова Озбекали пер. (бывш. пер. Советский)
- Жанкожа батыра ул. (до 1925 года — Илецкая ул., до 1995 — ул. Фрунзе)
- Жансугурова Ильяса ул.(Заречный-3)
- Жармагамбета ул. (Юго-Запад-1)
- Жасампаз ул. (Заречный-3)
- Жасампаз ул. (Сазды)
- Жастар ул.
- Жастар ул. (Жанаконыс)
- Жау-журек-мын-бала ул. (Заречный-3)
- Жез-киик ул. (Юго-Запад-2)
- Железнодорожный пер.
- Желкен ул. (Заречный-4)
- Женимпаз ул. (Заречный-4)
- Жеруйык ул. (Ясное; бывш. ул. 70 лет Октября)
- Жети-казына ул.
- Жетес би ул. (Юго-Запад-1)
- Жиембет Жырауа ул. (Заречный-4)
- Жиенбаева ул.
- Жиренше-шешен ул. (Заречный-2)
- Жолмырзаева ул. (Юго-Запад-1)
- Жомарт ул.
- Жубановой Газизы ул.
- Жузимдик ул. (Акжар-2)
- Жумабаева Магжана ул.
- Жумбактас ул. (Сая)
- Жургенова ул.
- Жусанды ул. (пос. Кирпичный)
- Жусанды ул. (Сазды)
- Жусип Баласагун ул. (Рауан)

### З
- Заводская ул.
- Зангар ул. (бывш. пер. Воровского)
- Западный пер.
- Звёздная ул.
- Зеленского пер.
- Зерде ул. (Заречный-3)
- Зергер ул. (Заречный-2)

### И
- Ибатова Гиззата ул.
- Изгилик пер. (бывш. пер. Фрунзенский)
- Илецкая ул.
- Иманова ул. (Жанаконыс)
- Имашева ул. (Заречный-2)
- Инабат ул. (Жанаконыс)
- Инжу-маржан ул.
- Индустриальная ул.
- Иргиз ул. (бывш. ул. Тельмана)

### К
- Кабанбай-батыр ул. (Рауан)
- Кайдауыл-батыра ул.
- Кайынды ул. (Заречный-2)
- Казакай-ахуна ул. (Юго-Запад-2)
- Казан ул. (Сазды)
- Казангапа ул.
- Казанский пер.
- Казына ул. (Заречный-3)
- Кажымукана Мунайтпасова ул.
- Калдаякова Шамши ул.
- Кален-кызы Таразы ул. (Заречный-3)
- Калкаман — Мамыр ул. (Рауан)
- Калыбаева ул.
- Камажай ул. (Заречный-3)
- Камбар-батыр ул. (Заречный-3)
- Каменный пер.
- Камкоршы ул. (Жанаконыс)
- Канахина пер.
- Кандагачская ул.
- Карагайлы ул. (Заречный-2)
- Карасай батыра ул.
- Каратаева ул.
- Карлыгаш ул. (Заречный-2)
- Касым-хана ул. (бывш. ул. Демьяна Бедного)
- Кауымдастык ул. (Магаджан)
- Кахарман ул.
- Кашаубаева Амре ул. (бывш. ул. Коммунальщиков)
- Келешек ул.
- Кен-дала ул. (Юго-Запад-1)
- Кен-жазира ул. (Юго-Запад-2)
- Кенесары-хан ул. (Акжар-2)
- Кенжайлау ул. (Заречный-2)
- Кереева ул.
- Керей-хана ул. (бывш. ул. Братьев Коростелёвых)
- Кестели ул. (Жас-Канат)
- Кирова ул.
- Киякты ул. (Заречный-3)
- Кленовая ул.
- Клубная ул.
- Кобландина ул.
- Ковыльный пер.
- Козенкова ул.
- Козы-Корпеш — Баян-Сулу ул.
- Кокжелек ул. (Рауан)
- Кокжелек ул. (Сазды)
- Кокорай ул. (Акжар-2)
- Кокпар ул. (Жас-Канат)
- Кокпекти ул. (Акжар-2)
- Коксенгир ул. (Акжар-2)
- Коксерек ул. (Заречный-3)
- Коктем ул. (Юго-Запад-1)
- Колонер ул. (Ясное)
- Комсомольская ул. (Жанаконыс)
- Конаева ул.
- Коркыт-ата ул. (Жас-Канат)
- Короткий пер.
- Космодемьянской Зои ул.
- Космонавтов пер.
- Костанайская ул.
- Котибар-батыра ул. (Юго-Запад-1)
- Котибарова Есета ул. (Заречный-3)
- Кошевого Олега ул.
- Крылова ул.
- Крымский пер.
- Кудайбергенова Утеуа ул. (Заречный-2)
- Кузнечные ряды ул.
- Кулагер ул. (Заречный-2)
- Кулымбетова Узакбая ул.
- Кумсай ул. (Ясное)
- Кумбезды ул. (Жанаконыс)
- Куншыгыс ул. (Акжар-2)
- Куралай ул. (Заречный-3)
- Курманалина С. ул.
- Курмангазы ул. (Юго-Запад-2)
- Курмашева Гани ул. (Юго-Запад-1)
- Курылысшы ул. (Жанаконыс)
- Кус-жолы ул.
- Кустанайская ул.
- Кутуева Р. ул.
- Кусжанова ул.
- Кутузова ул.
- Кызгалдак ул. (Магаджан)
- Кызылжар ул. (Юго-Запад-2)
- Кымыз-мурындык ул. (Заречный-3)
- Кыран ул. (Рауан)
- Кырмызы ул.

### Л
- Лазо ул.
- Лайли-Мажнун ул. (Рауан)
- Лачугина ул.
- Лахно ул.
- Лермонтова ул.
- Лесной пер.
- Летняя ул.
- Ливенцова ул.
- Литейный пер.
- Локомотивная ул.
- Ломоносова ул.
- Луговая (Шалгынды) ул.

### М
- Майлина Беимбета ул. (Юго-Запад-2)
- Майталман ул.
- Макаренко ул.
- Макатаева Мукагали ул. (бывш. ул. Озёрная)
- Малый пер.
- Мамановой Халиды ул. (Юго-Запад-1)
- Маметовой ул.
- Манас ул. (Жанаконыс)
- Мангилик-Ел ул. (Батыс-2)
- Маралды ул. (пос. Кирпичный)
- Маргулана Алькея ул. (бывш. ул. Цементная)
- Маресьева ул.
- Масаты ул. (Заречный-2)
- Матросова ул.
- Махамбетова ул.
- Махмуда Кашкари ул. (бывш. ул. Ряхова)
- Машинистов ул. (Заречный-1)
- Машхур Жусупа Копеева ул. (бывш. ул. Разина)
- Маяковского ул.
- Мебельная ул.
- Медетова Камбара ул. (Заречный-2)
- Международный пер.
- Мельничная ул.
- Менделеева ул.
- Мерей ул. (Заречный-1)
- Мерей ул. (Ясное)
- Мерей-той ул. (Сазды)
- Местпром пер.
- Металлургов ул.
- Механизаторов пер.
- Минина пер.
- Мира пр. (см. пр. Бейбитшилик)
- Мира ул. (Жанаконыс)
- Мирас ул.
- Мичурина ул.
- Можайского ул.
- Молдавская ул. (Заречный-1)
- Молдагуловой Алии пр.
- Молшылык ул.
- Монке би ул. (бывш. ул. Киселёва)
- Монке би ул. (в старой части города)
- Морозова пер.
- Московская ул.
- Московский пер.
- Мощенского Василия ул. (Заречный-2)
- Муканова Сабита ул. (Юго-Запад-1)
- Мукана Толебаева ул.
- Мусрепова Габита ул. (бывш. ул. Котовского)
- Мухамедханова Кайыма ул. (Акжар-2)
- Мясоедова ул.

### Н
- Набережная ул.
- Нариманова ул.
- Наркескен ул. (Заречный-3)
- Нарын ул. (Рауан)
- Наумова ул.
- Наурызбай-батыр ул. (Акжар-2)
- Наурызым ул.
- Нахимова ул.
- Некрасова ул.
- Нефтяников ул.
- Никелевый пер.
- Новаторов пер.
- Новая ул. (Заречный-1)
- Новокооперативная ул.
- Новороссийская ул. (Заречный-1)
- Нокина Кенеса пр.
- Нура ул. (Акжар-2)
- Нурлы ул. (Жанаконыс)
- Нурпеисовой Дины ул. (бывш. ул. Розы Люксембург)
- Нуршашкан ул. (Ясное)

### О
- Овражная ул.
- Омир-улы Байдалы ул. (Заречный-2)
- Онеге ул. (Сазды)
- Орал ул. (бывш. ул. Кольцова)
- Оренбургская ул. (не путать с Оренбургской ул., которая ныне называется ул. Айтеке би)
- Орис ул. (Заречный-2)
- Оркен ул. (Жанаконыс)
- Оркениет ул. (Магаджан)
- Орская ул.
- Орталык ул. (Сазды)
- Орынбор ул. (Жанаконыс; бывш. ул. Советская)
- Осиет ул.
- Оспанова Курмангали ул.
- Оспанова Марата ул. (бывш. ул. Тюленина)
- Островского ул.
- Отырар ул.

### П
- Павлова ул.
- Панфилова ул.
- Парковая ул.
- Папилова ул. (Заречный-1)
- Пацаева ул.
- Первый пер.
- Песчаный пер.
- Петропавловский пер.
- Плавильщиков пер.
- Пожарная ул.
- Пожарского ул.
- Победы пр.
- Полевая ул. (Заречный-1)
- Полиграфистов ул.
- Полтавский пер.
- Полярный пер.
- Попова ул. (Заречный-1)
- Попова ул. (Заречный-2)
- Почтовая ул.
- Промышленная ул.
- Просторная ул.
- Прохорова ул.
- Пушкина ул.

### Р
- Рабочая ул.
- Радистов ул.
- Раимбек-батыра ул. (Акжар-2)
- Рахат ул. (Авиатор)
- Рентгензаводская ул.
- Руханият ул. (Жанаконыс)
- Рыскулбекова Кайрата ул. (бывш. ул. 1905 года)
- Рыскулова Турара ул.

### С
- Садовый пер. (Жанаконыс)
- Сазды ул.
- Сайгулик ул. (Рауан)
- Сал-сери ул. (Ясное)
- Салбурын ул. (Заречный-2)
- Салимова ул. (Заречный-4)
- Самал пер.
- Самал ул. (Сая)
- Самурык ул. (бывш. ул. Бабушкина)
- Сандыктас ул. (Рауан)
- Санкибай батыра пр.
- Сарсекова Айтека ул. (Заречный-4)
- Сартаева ул. (Юго-Запад-1)
- Сарыарка ул. (Юго-Запад-2)
- Сарыжайлау ул. (Каргалы)
- Сатпаева Каныша ул.
- Саулет ул. (Жанаконыс)
- Сауран ул. (бывш. пер. Декабристов)
- Саялы ул. (Акжар-2)
- Саятшы ул. (Акжар-2)
- Саяхат ул. (Жанаконыс)
- Светлый пер.
- Севастопольская ул.
- Сеитова Утегена ул.
- Сейфуллина Сакена ул. (бывш. ул. Красная)
- Сельмаш ул.
- Снайперская ул.
- Смагулова ул.
- Солнечная ул.
- Спартак пер.
- Спортивный пер.
- Средний пер.
- Стадионный пер.
- Станционная ул.
- Столетова пер.
- Суворова ул.
- Сулутобе ул.
- Сункар ул. (Заречный-2)
- Сусамыр ул. (Акжар-2)
- Сыганак ул. (бывш. ул. Куйбышева)
- Сымбат ул. (Заречный-2)
- Сырым-батыр ул. (бывш. ул. Первомайская)

### Т
- Табыс ул. (Жанаконыс)
- Тажибаева Б. ул.
- Тайбекова ул.
- Тайбурыл ул. (Рауан)
- Тайказан ул. (Юго-Запад-2)
- Тайманова ул. (Юго-Запад-1)
- Талапкер ул. (Акжар-2)
- Талбесик ул.
- Тамаша ул.
- Тамдинская ул.
- Тан-Шолпан ул. (Жанаконыс)
- Тапаловой Нурсулу ул. (Заречный-2)
- Тарак-улы Абыла ул. (Юго-Запад-1)
- Тарбие ул. (Сая)
- Тарлан ул. (Акжар-2)
- Тасбулак ул. (Жас-Канат)
- Тате-улы Ораза ул. (Батыс-2)
- Татулык ул. (Жанаконыс)
- Тауелсиздик пр. (Батыс-1 и Батыс-2)
- Тауке-хана ул.
- Ташенова Жумабека ул. (Заречный-3)
- Ташкентская ул.
- Театральный пер.
- Телефонная ул.
- Телконыр ул. (Акжар-2)
- Темирказык ул. (бывш. ул. Ударная)
- Теректи ул. (Магаджан)
- Теренсай ул. (Акжар-2)
- Терискей ул. (Заречный-1)
- Тилек ул.
- Тимирязева ул.
- Типографский пер.
- Тлепбергенова ул.
- Тлеу батыра ул.
- Тобылгы ул.
- Тогайлы ул. (Юго-Запад-2)
- Тогызкумалак ул. (Акжар-2)
- Толагай ул. (Жанаконыс)
- Толстого ул.
- Тополиная ул. (Заречный-1)
- Торайгырова Султанмахмута ул. (бывш. ул. Парижской коммуны)
- Торговый пер.
- Транспортный пер.
- Тропинина ул.
- Туран ул. (Заречный-1)
- Тургенева ул.
- Турксиба ул.
- Тынышпаева Мухамеджана ул. (бывш. ул. Ленинградская)

### У
- Уалиханова Шокана ул.
- Улпан ул. (Акжар-2)
- Улытау ул.
- Умит ул.
- Ургенишбаева Идриса ул. (Юго-Запад-1)
- Устирт ул. (пос. Кирпичный)
- Утемисова Махамбета ул.
- Уш-Коныр ул. (Жанаконыс)
- Ушкиян ул. (Акжар-2)
- Ушкыштар ул. (Авиатор)

### Ф
- Фестивальная ул. (Келешек)
- Фестивальная ул. (Заречный-1)
- Футбольный пер.

### Х
- Хан-танири (Хан-Тенгри) ул. (Акжар-2)
- Хантау ул.
- Химиков пер.
- Хмельницкого ул.
- Хобдинский пер.
- Холмогорская ул.

### Ц
- Целинная ул.
- Центральный пер.

### Ч
- Чайкиной Лизы пер.
- Чайковского ул.
- Чекалина ул.
- Черепанова пер.
- Чернышевского ул.
- Чехова ул.
- Чкалова пер.

### Ш
- Шабыт ул. (Ясное)
- Шагала ул. (Сазды)
- Шайкенова ул.
- Шакарима Кудайбердиева ул.
- Шалгынды ул.
- Шалкыма ул. (Акжар-2)
- Шамшырак ул.
- Шангитпаева Куандыка ул. (Юго-Запад-1)
- Шанырак ул. (Акжар-2)
- Шевченко Тараса ул.
- Шернияза ул.
- Школьный пер.
- Шокая Мустафы ул. (Батыс-1 и Батыс-2)
- Шонан-улы Телжана ул. (Юго-Запад-1)
- Штурманская ул.
- Шугыла ул. (Ясное)
- Шынарлы ул. (Заречный-3)

### Ы
- Ыкылас ул. (Жас-Канат)
- Ынталы ул. (Акжар-2)
- Ынтымак ул. (Жанаконыс)
- Ыргыз ул. (см. ул. Иргиз)
- Ырысты ул. (Рауан)

### Э
- ЭКСПО-2017 ул. (Акжар-2)
- Элеваторный пер.
- Эмбенская ул.
- Энергетиков ул. (Заречный-1)
- Энтузиастов ул. (Заречный-1)

### Ю
- Южная ул.

### Я
- Яншина А. ул.
- Ярославский пер.